# Annals of Statistics
Annals of Statistics est une revue scientifique en théorie des probabilités en langue anglaise qui paraît à la cadence d'un numéro tous les deux mois depuis 1973.

## Description
Les articles sont évalués par les pairs. La revue est éditée par l'Institut de statistique mathématique. La revue est née de la scission, en 1973, des Annals of Mathematical Statistics en Annals of Probability et Annals of Statistics.
Les articles sont en libre accès trois ans après leur publication sur le projet Euclide, ou sur JStor.  Tous les articles depuis 2004 sont librement accessible sur arXiv.
Les Annals of Statistics publient des articles de recherche reflétant les nombreuses facettes de la statistique contemporaine. L'accent est mis sur l'importance et l'originalité, et non sur le formalisme. La revue vise à couvrir tous les domaines de la statistique, en particulier la statistique mathématique et la statistique appliquée et interdisciplinaire..
Les rédacteurs en chef changent tous les trois ans. Richard Samworth (en) de l'université de Cambridge et Ming Yuan, de l'université Columbia, sont les rédacteurs en chef pour la période 2019-2021.
La revue publie un volume par an composé de six numéros. Le volume 47 de 2019 comporte près de 4000 pages.

## Bibliométrie
Le journal a un facteur d'impact de 2,522 en 2017 et de 2,901 en 2018/2019 sur le site Journal Impact qui le classe 17e dans sa catégorie des journaux de mathématiques.
D'après une enquête auprès des statisticiens réalisée en 2003, Annals of Statistics est la meilleure revue de statistique mathématique après le Journal of the American Statistical Association.

## Articles liés
- Annals of Probability
- The Annals of Mathematical Statistics
- Institut de statistique mathématique
- Projet Euclide